# 交響曲第99番 (ハイドン)
交響曲第99番 変ホ長調 Hob. I:99 は、フランツ・ヨーゼフ・ハイドンが1793年に作曲した交響曲。いわゆる『ロンドン交響曲』のうちの1曲であるが、『ロンドン交響曲』の他の作品と異なり、本作はウィーンまたはアイゼンシュタットで作曲されたと考えられている。
初演は翌1794年2月10日にロンドンのハノーヴァー・スクエア・ルームズにおけるヨハン・ペーター・ザーロモン演奏会で行われた。

## 楽器編成
| 木管         | 木管 | 金管         | 金管         | 打         | 打       | 弦              | 弦 |
| ------------ | ---- | ------------ | ------------ | ---------- | -------- | --------------- | -- |
| フルート     | 2    | ホルン       | 2            | ティンパニ | ●        | 第1ヴァイオリン | ●  |
| オーボエ     | 2    | トランペット | 2            | 他         |          | 第2ヴァイオリン | ●  |
| クラリネット | 2    | 他           |              | 他         | ヴィオラ | ●               |    |
| ファゴット   | 2    | 他           | チェロ       | 他         | ●        |                 |    |
| 他           |      | 他           | コントラバス | 他         | ●        |                 |    |

第93番から第98番までの6曲の「第1期ロンドン交響曲」は、全てクラリネットを含まない2管編成で作曲されていたが、本作から第104番『ロンドン』までの6曲の「第2期ロンドン交響曲」は、第102番を除いた5曲がクラリネットを含む2管編成で作曲されている。本作はハイドンがクラリネットを取り入れた最初の交響曲である。

## 構成
全4楽章、演奏時間は約30分。
- 第1楽章 アダージョ - ヴィヴァーチェ・アッサイ
変ホ長調、2分の2拍子（アラ・ブレーヴェ） - 4分の4拍子、ソナタ形式。
お使いのブラウザーでは、音声再生がサポートされていません。音声ファイルをダウンロードをお試しください。
お使いのブラウザーでは、音声再生がサポートされていません。音声ファイルをダウンロードをお試しください。
お使いのブラウザーでは、音声再生がサポートされていません。音声ファイルをダウンロードをお試しください。

- 第2楽章 アダージョ
ト長調、4分の3拍子、ソナタ形式。
お使いのブラウザーでは、音声再生がサポートされていません。音声ファイルをダウンロードをお試しください。
お使いのブラウザーでは、音声再生がサポートされていません。音声ファイルをダウンロードをお試しください。
途中に木管楽器だけの印象的な楽句がある。

- 第3楽章 メヌエット：アレグレット - トリオ
変ホ長調 - ハ長調、4分の3拍子。
お使いのブラウザーでは、音声再生がサポートされていません。音声ファイルをダウンロードをお試しください。
お使いのブラウザーでは、音声再生がサポートされていません。音声ファイルをダウンロードをお試しください。
トリオは遠隔調のハ長調になる。

- 第4楽章 フィナーレ：ヴィヴァーチェ
変ホ長調、4分の2拍子、展開部のないソナタ形式。
お使いのブラウザーでは、音声再生がサポートされていません。音声ファイルをダウンロードをお試しください。
この楽章は、1793年にハイドン自身の手によって音楽時計用に『音楽時計のためのアレグロ ヘ長調』（Hob. XIX:32）として編曲されている。